# Куру (болест)
Вижте пояснителната страница за други значения на Куру.
Куру е прионово заболяване при човека, което протича с необратими дегенеративни изменения в нервната система, най-ясно изразени в главния мозък.
Установено е при канибалското племе фора в Папуа - Нова Гвинея. Хората там добре познават болестта и я наричат „смееща се смърт“, заради загубата на ума и безпричинните, идиотски пристъпи на смях в последната ѝ фаза.
Единственият установен начин за предаване на инфекцията е алиментарният – чрез ядене на заразени с приони тъкани и органи. След по-малко от година се умира.